# Зденек Ріхтер
Зденек Ріхтер (чеськ. Zdeněk Richter; 17 травня 1885, Сміхов, Прага — ?) — чеський футболіст, що грав на позиції воротаря.

## Футбольна кар'єра
Виступав у команді «Сміхов» (Прага), у складі якої двічі був володарем кубка милосердя у 1906 і 1907 роках, а також одного разу фіналістом у 1910 році.
У складі збірної Богемії зіграв два матчі у 1907 році. Обидва матчі були зіграні проти збірної Угорщини. 7 квітня у Будапешті Богемія поступилась з рахунком 2:5, а 6 жовтня взяла реванш у Празі з рахунком 5:3.